# بيتاني هيوز
بيتاني هيوز (بالإنجليزية: Bettany Hughes)‏ هي مقدمة تلفزيونية ومؤرخة بريطانية، ولدت في 1968 في لندن في المملكة المتحدة.

## وصلات خارجية
- الموقع الرسمي
- بيتاني هيوز على موقع IMDb (الإنجليزية)
- بيتاني هيوز على موقع قاعدة بيانات الفيلم (الإنجليزية)